# مرسوم لافال
كان مرسوم لافال (بالفرنسية: décret Laval) قانونًا يتحكم في محتوى الصور المتحركة التي تم تصويرها في المستعمرات الفرنسية الأفريقية. تم استخدامه لمنع صانعي الأفلام الأفارقة من التصوير في أفريقيا.

## تاريخ
في عام 1934، أصدرت الحكومة الفرنسية مرسوم لافال لمنع السينما من نشر رسائل مناهضة للاستعمار. أقرّهُ بيير لافال، الذي أصبح فيما بعد وزير المستعمرات في فرنسا الفيشية. نصّ المرسوم على أن «أي شخص يرغب في عمل صور سينمائية أو تسجيلات صوتية يجب أن يوجه طلبًا مكتوبًا إلى نائب حاكم المستعمرة التي ينوي مقدم الطلب العمل فيها».
فرض المرسوم قيودًا على عمل صانعي الأفلام الأفارقة والأوروبيين من عام 1934 حتى تم نقضه في عام 1960.
يتطلب المرسوم إذنًا من الحكومة الفرنسية لتصوير الأفلام وعرضها في المستعمرات الفرنسية، وحظر على المستعمرين تصوير أنفسهم بأنفسهم. في عام 1960 عندما أصبحت المستعمرات مستقلة، تمّ إلغاء المرسوم.